# Алексей Баталов
Алексей Владимирович Баталов (на руски: Алексе́й Влади́мирович Бата́лов) е руски актьор, режисьор и обществен деятел, заслужил артист на РСФСР (1964).

## Биография
Алексей Баталов израства в семейство на театрални дейци. Баща му е артист и режисьор, майка му е актриса, брат му също е режисьор. Завършва школата към Московския художествен театър през 1950 г. и играе в него от 1953 до 1956 г. От 1957 до 1975 г. е актьор и режисьор в една от най-големите киностудии в Русия „Ленфилм“. В киното се снима от 1944 г. Женен е за цирковата артистка от ромски произход Гитана Леонтенко.

## Награди и отличия
- Заслужил артист на РСФСР – 1964 г.
- Орден „Ленин“ – 1967 г.
- Награда „Ленински комсомол“ – 1967 г.
- Народен артист на РСФСР – 1969 г.
- Народен артист на СССР – 1976 г.
- Държавната награда на СССР – 1981 г.
- Орден „Ленин“ – 1988 г.
- Герой на социалистическия труд – 1988 г.
- Орден „За заслуги пред отечеството“, III степен – 10 ноември 1998 г.
- Орден „Петър Велики“ – 2003 г.
- Държавната награда на Руската федерация – 2006 г.
- Орден „За заслуги пред отечеството“, II степен – 20 ноември 2008 г.
- Орден „Св. св. Кирил и Методий“ и др.

## Филмография
- „Зоя“ – 1944 г.
- „Голямото семейство“ – 1954 г.
- „Служа на СССР“ – 1954 г.
- „Майка“ – 1955 г.
- „Михайло Ломоносов“ – 1955 г.
- „Делото Румянцеви“ – 1956 г.
- „Летят жерави“ – 1957 г.
- „Дамата с кученцето“ – 1960 г.
- „Девет дни от една година“ – 1962 г.
- „Живият труп“ – 1968 г.
- „Бяг“ – 1970 г.
- „Изгори, за да светиш“ – 1974 г.
- „Москва не вярва на сълзи“ – 1979 г.
- „Скорост“ – 1983 г.
- „Първа любов“ – 1995 г. и др.